# Inajá (Pernambuco)
Inajá is een gemeente in de Braziliaanse deelstaat Pernambuco. De gemeente telt 14.729 inwoners (schatting 2009).